# Франсуа Жозеф Бозіо
Франсуа Жозеф Бозіо (фр. Francois-Joseph Bosio; *19 березня 1768, Монако — †29 липня 1845, Париж) — французький скульптор, представник класицизму.

## Біографія
Франсуа Жозеф Бозіо народився у 1768 році в Монако. Навчався в Парижі у відомого скульптора Огюстена Пажу (1785–1788 рр.). Сприйнятливий і працьовитий, Бозіо успішно опанував основами професії. Приблизно 1790 року як офіцер французької армії їде в Італію. З 1802 році відновлює заняття скульптурою, його наставником стає знаменитий венеціанський майстер Антоніо Канова. Перебуває у Італії близько сімнадцяти років, а в 1807 році Бозіо повертається до Франції.
Його твори мають успіх, і художника навіть називають «французьким Канова». Вплив Канови знайшов вираження в роботах для Вандомської колони. У 1807 році бере участь у виготовленні 20 барельєфів для Вандомській колони у Парижі. Виконує кілька скульптурних портретів імператриці Жозефіни, один з яких знаходиться нині в Ермітажі. Ліпив погруддя імператора і видних діячів Імперії. У своїй творчості майстер використовує традиції неокласицизму в його пом'якшеному варіанті. Часом у творах Бозіо відчутно виявляються віяння романтизму. Скульптор ідеалізує натуру: жінки у нього завжди красиві та витончені, чоловіки величаві та мужні. Протягом свого довгого життя майстер незмінно користувався прихильністю правителів Франції тієї бурхливої епохи.
Скульптор створював портрети імператора та обох імператриць, королів і королев, що змінювали один одного, принців і принцес, придворних, полководців і багатьох інших сучасників. Виставляв у Паризькому салоні композиції на релігійні, міфологічні, жанрові теми, працював і як монументаліст, виконуючи державні замовлення. Після 1830 року займається в основному класикою.
Помер видатний скульптор 29 липня 1845 року в Парижі. Похований на кладовищі Пер-Лашез.

## Основні праці
- Амур, що зводить Невинність (1808–1810 рр.., Санкт-Петербург, Ермітаж)
- 20 барельєфів для колони Великої Армії на Вандомській площі (1807–1810 рр.., Париж)
- Бюст Наполеона I (1810 р., Версаль)
- Бюст Жозефіни (до 1814 року, Діжон, Музей витончених мистецтв)
- Імператриця Марія Луїза (до 1814 року, Монте-Карло)
- Бюст Людовіка XVIII (1814 р., Марсель, Музей витончених мистецтв)
- Герцог Енгіенскій (1815–1817, Версаль, Нац. музей)
- Арістей — божество садів (1817 р.)
- Гіацинт (1817 р.)
- Мавка Салмакіда (1819 р.; 1837 р.)
- Статуя Людовіка XIV (1822 р., площа Перемоги, Париж)
- Генріх IV. Дитина (1824 р., Париж, Лувр)
- Пам'ятник Людовику XIV (1816–1822 рр.., Париж, площа Вікторії)
- Бюст Карла X (близько 1825, Версаль)
- Квадрига, що вінчає арку Карузель в Парижі (1828–1929 рр..)
- Барельєфи на мавзолеї графині Демидової (1830 р., кладовище Пер-Лашез)
- Діва Марія (1835 р., Париж, Лувр)
- Статуя Флори (1840 р., Турин, Королівський палац)
- Статуя Наполеона I (1840, Булонь-сюр-Мер),
- Історія та Мистецтва, що прославляють Францію (1844 р., Версаль, Національний музей),
- Юна індіанка, що одягає на ногу браслет з раковин (1845 р., Авіньйон, Музей Кальве).

## Почесні звання та нагороди
- Кавалер ордену Почесного легіону
- Кавалер ордену св. Михаїла
- Почесний член Інституту Франції (1816 р.)
- Професор Академії витончених мистецтв.
- Скульптор короля (з 1822 р.)
- Барон (з 1828 р.)

## Галерея

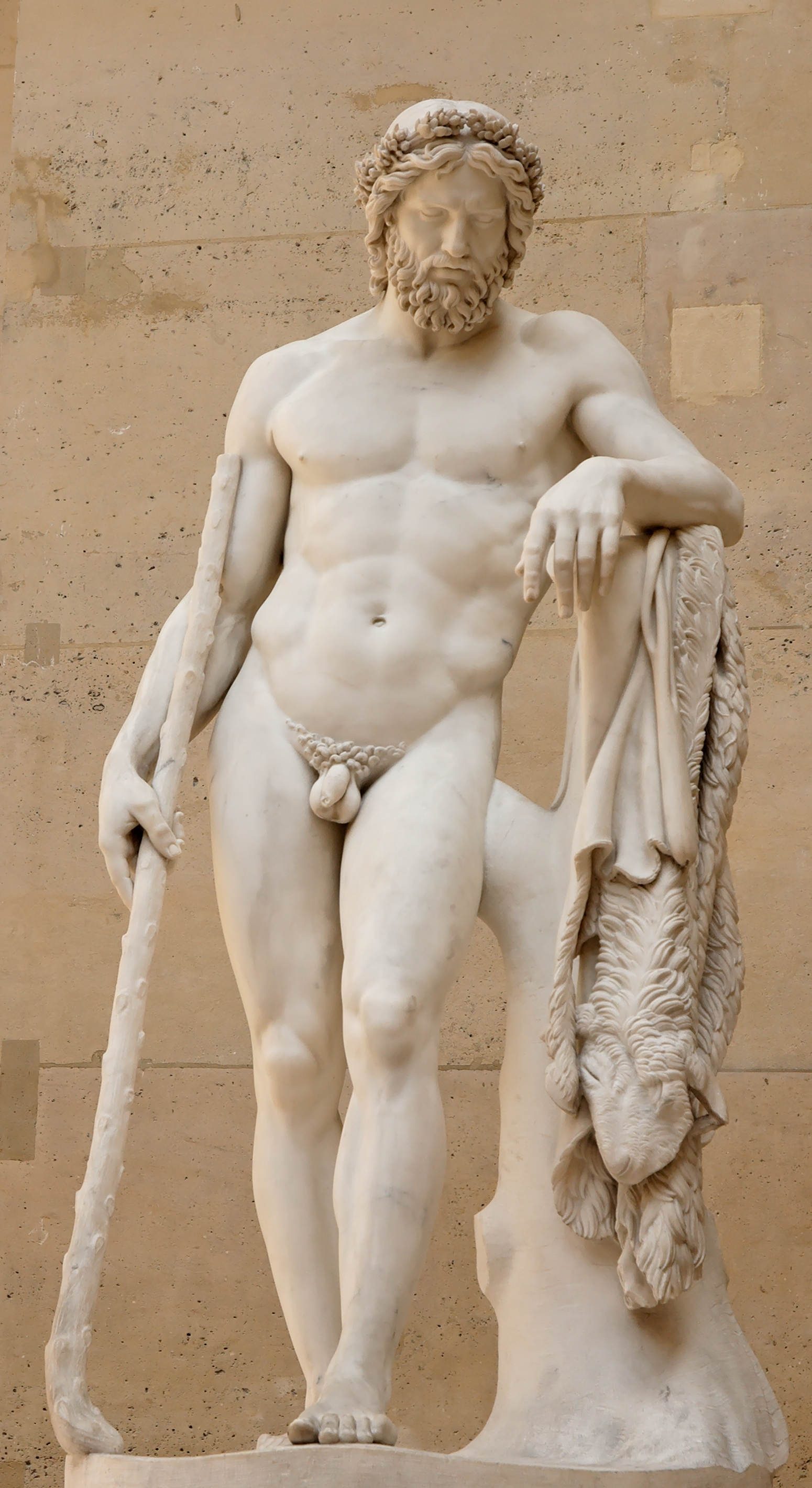
«Арістей - божество садів»
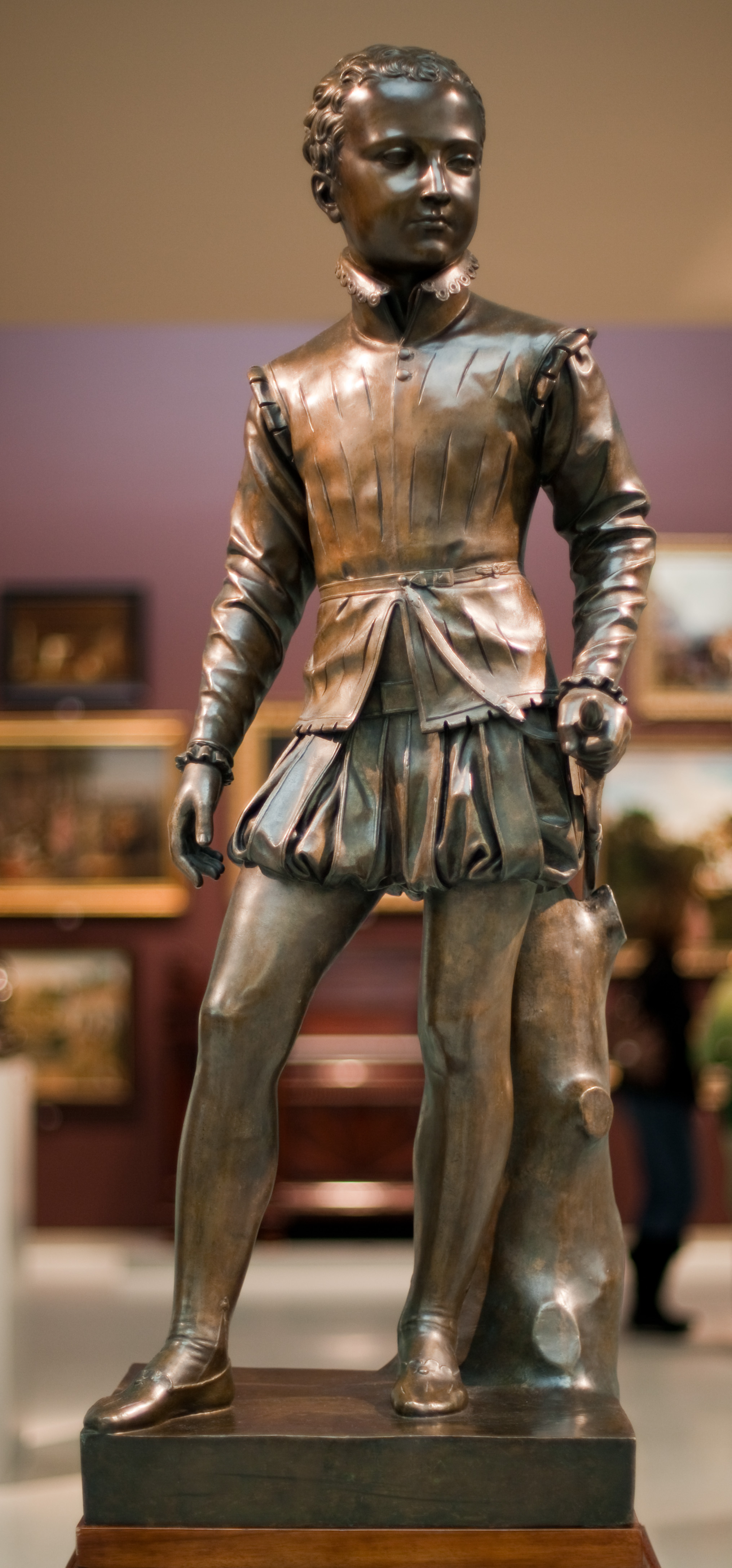
«Король Генріх IV в дитинстві»
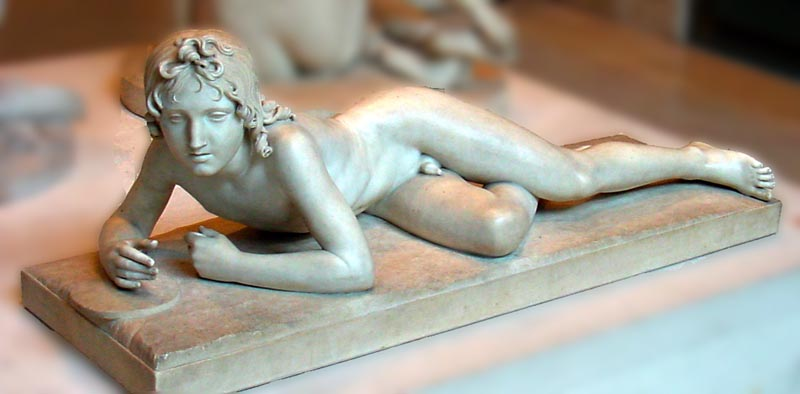
«Гіацинт»
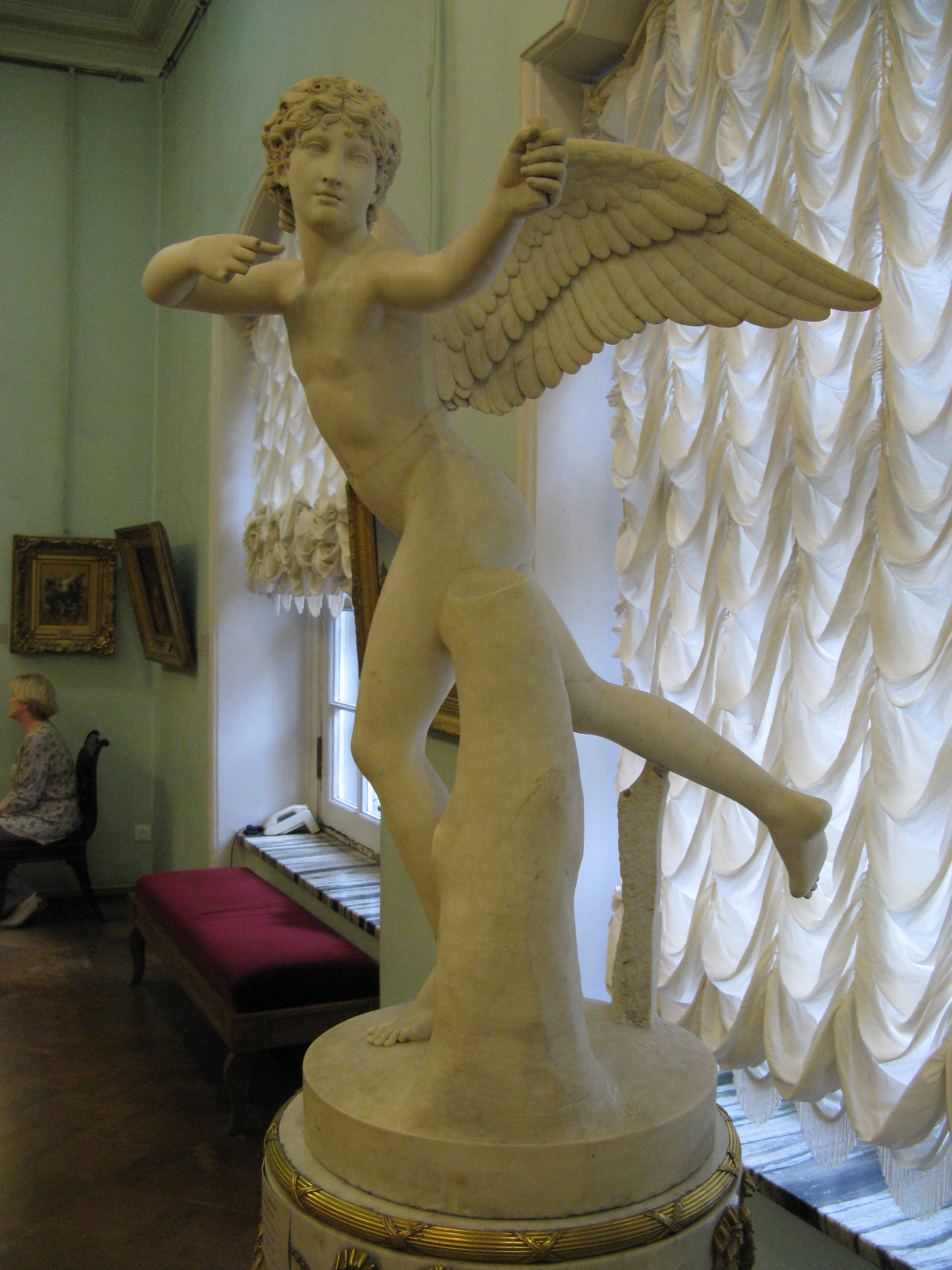
«Амур, що зводить Невинність»